# Barbara Galpin
Pour les articles homonymes, voir Galpin.
Barbara Galpin (6 février 1855 - 14 août 1922) est une journaliste américaine. Pendant vingt-cinq ans, elle est identifiée au Somerville Journal, où elle occupe les fonctions de compositrice, correctrice, trésorière, rédactrice en chef et directrice adjointe. Barbara Galpin voyage beaucoup aux États-Unis et en Europe, écrivant des livres et des articles de voyage et elle donne de nombreuses conférences sur ce sujet. Elle est l'auteur de plusieurs livres et a contribué à des magazines, tant en prose qu'en poésie.
Elle s'intéresse de près aux activités hospitalières, caritatives et éducatives, et lorsque la législature du Massachusetts prévoit un conseil de planification, dans chaque ville de plus de 10 000 habitants, le maire de la ville la nomme, avec six hommes, au conseil de Somerville ; elle est la première femme de l'État à occuper un tel poste. Barbara Galpin est membre de plusieurs associations relatives à la presse et aux écrivains ainsi que de diverses organisations locales.

## Jeunesse et formation
Nellie Barbara Johnson naît à Weathersfield, dans le Vermont, le 6 février 1855 ou 1856. Elle est la fille de Henry Clay Johnson et de Helen Frances Jones. Dès l'âge de quatre ans, elle vit à Claremont, dans le New Hampshire, où elle fait ses études dans les écoles publiques et à la Stevens High School (en), sous la direction de professeurs privés.

## Carrière
À Somerville, le 25 août 1873, à l'âge de seize ans, elle épouse Henry Wallace Galpin (1819-1875),, un homme aisé, de nombreuses années son aîné. Ils auront un fils, George Henry Galpin (né le 9 septembre 1874). Le 31 mai 1875, alors qu'elle n'a que dix-huit ans, son mari décède. Des complications dans les affaires, ruinent la succession et la laissent dans le besoin.
Elle trouvé un emploi à l'atelier de composition du Somerville Journal, où elle devient rapidement experte. Elle en garde d'ailleurs une copie et, sur sa propre suggestion, commence à éditer le manuscrit, ce qui lui permet d'attirer l'attention pour la première fois. Elle devient rapidement correctrice d'épreuves et donne au journal sa distinction pour son excellence tant typographique que littéraire. De là, elle passe à la gestion éditoriale, qu'elle combine avec la promotion de la diffusion, où sa capacité commerciale s'est d'abord manifestée. Lorsque le propriétaire devient le trésorier du comté de Middlesex, Galpin assume la gestion des détails de l'entreprise, tout en conservant la supervision des schémas de diffusion et de toutes les caractéristiques littéraires et spéciales du journal.
La rubrique des femmes, qu'elle dirige, et qui est l'un des principaux éléments du journal, est d'un niveau aussi élevé que le travail de n'importe quel hebdomadaire littéraire populaire, et lui offre en soi une reconnaissance dans le journalisme. Ses nombreuses séries d'articles sur les voyages, tant aux États-Unis qu'en Europe, sont parmi les plus lisibles et les plus instructives de leur genre dans la littérature de magazine. L'une des plus complètes de ses séries est publiée sous forme de livre, sous le titre In Foreign Lands. Ses articles historiques attirent encore plus l'attention, et l'un d'entre eux est publié par la Somerville Historical Society dans son premier numéro officiel. En tant qu'auteur de vers et de chansons, Galpin reçoit de nombreux éloges. Elle a également la chance de pouvoir s'exprimer en public. Son importance dans divers domaines d'activité l'amene à être invitée à s'adresser à des clubs de femmes, des sociétés historiques et diverses autres associations. Son travail de plate-forme est aussi soigneusement préparé que le travail de sa plume, et sa réputation en tant qu'oratrice est égale à celle de son effort littéraire. Ses discours les plus importants, en tant que conférencière d'honneur, sont prononcés devant la Suburban Press Association of New England et le Congrès des femmes à l'Exposition universelle de 1893.
Barbara Galpin donne à son fils une éducation libérale et professionnelle. Elle a une maison à Spring Hill. C'est un article de sa plume qui conduit à la première réunion du club Heptorean de Somerville, dont elle est l'une des organisatrice. Elle en devient membre fondateur, est trésorière et membre du conseil d'administration et contribue grandement à faire de ce club l'un des principaux clubs féminins du pays. Galpin est également membre fondateur du New England Woman's Press Club (en français : Club de la presse féminine de la Nouvelle-Angleterre), dont elle est la trésorière pendant plusieurs années. 
À l'automne 1903, après vingt-cinq ans de journalisme dans un seul bureau et sous une seule direction, les citoyens de Somerville donnent une réception et un dîner au Vendome de Boston, en témoignage de leur appréciation pour ses efforts dans tous les domaines au sujet de la ville. Elle est une leader dans de nombreux mouvements civiques philanthropiques et progressistes. Elle se distingue en tant qu'écrivain et conférencière, dans la société et dans la philanthropie, bien que ses énergies aient été largement consacrées à la direction littéraire et administrative d'un hebdomadaire prospère.
Barbara Galpin meurt le 14 août 1922 à New Haven dans le Connecticut.

## Œuvre
- In Foreign Lands, 1892
- History of Somerville journalism, 1901
- A helpful thought for every day, 1917